# Roberto Elías
Roberto Elías Millares (Lima, Perú, 7 de junio de 1940 - 21 de marzo del 2019) fue un futbolista peruano que se desempeñaba como defensa y fue por muchos años el capitán del club Sporting Cristal, donde conformó una de las defensas más recordadas del medio junto a Eloy Campos por derecha, Orlando de La Torre y Fernando Mellán de centrales desde 1968 a 1971.

## Trayectoria
Roberto Elías perteneció a las filas del Sporting Cristal desde 1960 donde llegó por intermedio de su hermano menor Eduardo 'Guayo' (Categoría 1943) que desde 1958 fue parte de los infantiles, en un principio jugó de delantero.
Debutó en el torneo 1960 como marcador izquierdo ya que Hugo Carmona andaba suspendido; al año siguiente conseguiría la titularidad y su primer título profesional bajo la DT. de Juan Honores.
En 1962, con Didi de DT., el equipo formó una línea de cuatro, es ahí donde Elías por izquierda formaría una de las recordadas líneas defensivas, junto a Eloy Campos por derecha y Anselmo Ruíz con Orlando de la Torre de centrales. 
Fue muchas veces capitán del equipo celeste entre 1962 y 1970 a solicitud de doña Esther Grande de Bentín, por su corrección y su conducta intachable, en otras ocasiones lo eran Nicolás Nieri Valle o Anselmo Ruíz.
En 1968, bajo la DT. de Didí, obtuvo su segundo título profesional. Dos años después, en 1970 obtendría su tercer título con el cuadro bajopontino, en ambas ocasiones recibió las Copas como capitán. Elias jugó cuatro Copas Libertadores por el cuadro rimense hasta 1971, la cual entre 1962 y 1969 se mantuvo invicto en 17 partidos.
En 1972 pasó al José Gálvez FBC de Chimbote, jugó también en Alianza Lima, Juan Aurich y Defensor Lima. 
Culminó su carrera en Venezuela jugando también de volante, en 1978 y 1979 jugó en el Valencia del estado de Carabobo y en 1980 en el Deportivo Galicia al lado de 'Perico' Pedro Pablo León.

## Director Técnico
A su retiro del fútbol entrenó a equipos de la Segunda División y de la Liga Amateur del fútbol venezolano.
A inicios de la década del 2000 fue parte del Comando Técnico del  Portuguesa FC de Araure.
Elías regresó al Perú esporádicamente, hasta que el año 2004 residió nuevamente en Lima viviendo en el distrito de San Miguel.

## Selección Peruana
Integró la Selección de fútbol del Perú en el Sudamericano de Bolivia 1963. Jugó el amistoso en 1967 entre Perú y Brasil en Río de Janeiro.
Roberto Elías era considerado (junto a Nicolás Fuentes) como los dos mejores laterales peruanos de la época. Además, en una prueba física que se realizó a los jugadores peruanos, Elías resultó ser el más veloz superando incluso a Alberto Gallardo.
Era fijo en el equipo de Didí para México 1970, sin embargo en 1969 por motivos personales se auto excluyó de la selección.

## Clubes
| Club              | País      | Año         |
| ----------------- | --------- | ----------- |
| Sporting Cristal  | Perú      | 1960 - 1971 |
| José Gálvez       | Perú      | 1972        |
| Alianza Lima      | Perú      | 1973        |
| Juan Aurich       | Perú      | 1974 - 1975 |
| Defensor Lima     | Perú      | 1976 - 1977 |
| Valencia          | Venezuela | 1978 - 1979 |
| Deportivo Galicia | Venezuela | 1980        |

## Palmarés
| Título                    | Club              | País      | Año  |
| ------------------------- | ----------------- | --------- | ---- |
| Primera División del Perú | Sporting Cristal  | Perú      | 1961 |
| Primera División del Perú | Sporting Cristal  | Perú      | 1968 |
| Primera División del Perú | Sporting Cristal  | Perú      | 1970 |
| Copa Venezuela            | Deportivo Galicia | Venezuela | 1980 |